# WWE Extreme Rules
WWE Extreme Rules é um evento de luta livre profissional produzido anualmente pela WWE, uma promoção localizada em Connecticut. É transmitido ao vivo e disponível apenas através de pay-per-view (PPV) e dos serviços de streaming online Peacock e WWE Network. O nome do evento originou-se originalmente da maioria das lutas sendo disputadas sob os regulamentos de luta livre hardcore, geralmente uma luta sendo uma luta Extreme Rules, introduzida no evento de 2010, embora ao longo dos anos, a quantidade de lutas hardcore tenha diminuído, com apenas uma luta destaque no evento de 2021. A extinta promoção Extreme Championship Wrestling, que a WWE adquiriu em 2003, originalmente usava o termo "extreme rules" para descrever os regulamentos para todas as suas lutas.
O nome do evento foi estabelecido em 2009; no entanto, seu tema começou com seu antecessor, One Night Stand, que foi promovido em 2005 e 2006 como um show de reunião do Extreme Championship Wrestling. Em 2007, a WWE promoveu o show como um de seus próprios eventos regulares de pay-per-view, mas manteve o conceito de lutas hardcore. Em 2009, a WWE renomeou o evento One Night Stand para Extreme Rules. O evento Extreme Rules de 2009 foi observado pela WWE como uma continuação direta da cronologia One Night Stand. No entanto, o evento de 2010 foi posteriormente promovido como apenas o segundo evento sob uma nova cronologia, que não é mais uma continuação direta dos eventos One Night Stand.
A partir de 2010, o Extreme Rules foi transferido de junho para o final de abril/início de maio para substituir o Backlash como o evento pay-per-view pós-WrestleMania. Para 2013, o evento estava programado para ocorrer em meados de maio e substituiu o Over the Limit. Depois que a extensão da marca restabelecida entrou em vigor em meados de 2016, o evento retornou ao mês de junho do calendário de pay-per-view da WWE em 2017 e foi realizado como um evento pay-per-view exclusivo do Raw. Após a WrestleMania 34 em 2018, no entanto, todos os pay-per-views da WWE deixaram de ser exclusivos da marca, e o Extreme Rules mudou para julho. Apenas para a edição de 2020, o evento foi intitulado The Horror Show at Extreme Rules. O evento de 2021 foi então transferido para setembro, substituindo o Clash of Champions. O evento de 2022 está programado para outubro e em um sábado, os quais serão os primeiros do evento.

## Conceito e história
De 2005 a 2008, a World Wrestling Entertainment (WWE) realizou um pay-per-view (PPV) intitulado One Night Stand. Embora originalmente um show de reunião para a extinta promoção Extreme Championship Wrestling, cujos ativos a WWE adquiriu em 2003, o conceito de One Night Stand era que o evento apresentava várias lutas que eram contestadas sob regras hardcore. Em 2009, Extreme Rules foi estabelecido para substituir One Night Stand e foi inicialmente observado pela WWE como uma continuação direta da cronologia One Night Stand, com Extreme Rules continuando o conceito de apresentar partidas baseadas em hardcore. No entanto, o evento de 2010 foi posteriormente promovido como apenas o segundo evento sob uma nova cronologia, que não é mais uma continuação direta dos eventos One Night Stand. O termo "extreme rules" foi originalmente usado pela Extreme Championship Wrestling para descrever os regulamentos de todas as suas lutas; A WWE adotou o termo e desde então o usou no lugar de "hardcore rules" ou "regras hardcore". Ao longo dos anos, no entanto, partidas cada vez menos hardcore foram apresentadas, com apenas uma incluída no evento de 2021.
O pay-per-view Extreme Rules de 2009 foi o evento inaugural de um pay-per-view anual para a WWE. Foi realizado em 7 de junho de 2009, no New Orleans Arena, em Nova Orleans, Louisiana. Para coincidir com a extensão da marca, em que a lista foi dividida em marcas onde os lutadores se apresentavam exclusivamente, o evento inaugural contou com lutadores das marcas Raw, SmackDown e ECW - foi o único a apresentar a ECW como a marca dissolvida em fevereiro de 2010. O evento de 2010 introduziu então a luta titular Extreme Rules. O evento deste ano também mudou o Extreme Rules para o final de abril/início de maio para substituir o Backlash como o evento pay-per-view pós-WrestleMania.
Em abril de 2011, a WWE deixou de usar seu nome completo com a abreviação "WWE" tornando-se um inicialismo órfão e, em agosto, a primeira extensão de marca foi dissolvida. O evento de 2013 substituiu o Over the Limit para o PPV de maio daquele ano. A partir do evento de 2014, além do PPV tradicional, o Extreme Rules começou a ser transmitido no serviço de streaming online da WWE, o WWE Network, lançado no início daquele ano em fevereiro. Após o evento de 2016, a WWE reintroduziu a extensão da marca em julho. Junto com essa segunda divisão de marca, vieram os PPVs exclusivos da marca, portanto, o evento de 2017 contou com lutadores exclusivamente da marca Raw. Por sua vez, seria o único evento Extreme Rules durante a segunda divisão da marca a ser um show exclusivo da marca, pois após a WrestleMania 34 no ano seguinte, os pay-per-views exclusivos da marca foram descontinuados. O evento de 2017 também mudou o Extreme Rules de volta para o mês de junho, no entanto, o evento de 2018 mudou o Extreme Rules para julho.

## Eventos
|  | Evento da marca Raw |

| #  | Evento                           | Data                   | Cidade                       | Local                   | Evento principal | Ref. |
| -- | -------------------------------- | ---------------------- | ---------------------------- | ----------------------- | --- | ---- |
| 1  | Extreme Rules (2009)             | 7 de junho de 2009     | Nova Orleans, Luisiana       | New Orleans Arena       | Jeff Hardy (c) vs. CM Punk pelo Campeonato Mundial de Pesos Pesados onde Punk fez o cash-in do Money in the Bank                                                                             |      |
| 2  | Extreme Rules (2010)             | 25 de abril de 2010    | Baltimore, Maryland          | 1st Mariner Arena       | John Cena (c) vs. Batista em uma luta Last Man Standing pelo Campeonato da WWE |      |
| 3  | Extreme Rules (2011)             | 1º de maio de 2010     | Tampa, Florida               | St. Pete Times Forum    | The Miz (c) vs. John Cena vs. John Morrison in a luta Triple Threat Steel Cage pelo Campeonato da WWE                                                                                        |      |
| 4  | Extreme Rules (2012)             | 29 de abril de 2012    | Rosemont, Illinois           | Allstate Arena          | Brock Lesnar vs. John Cena em uma luta Extreme Rules |      |
| 5  | Extreme Rules (2013)             | 19 de maio de 2013     | St. Louis, Missouri          | Scottrade Center        | Brock Lesnar vs. Triple H in a luta Steel Cage |      |
| 6  | Extreme Rules (2014)             | 4 de maio de 2014      | East Rutherford, Nova Jersey | Izod Center             | Daniel Bryan (c) vs. Kane em uma luta Extreme Rules pelo Campeonato Mundial dos Pesos Pesados da WWE                                                                                         |      |
| 7  | Extreme Rules (2015)             | 26 de abril de 2015    | Rosemont, Illinois           | Allstate Arena          | Seth Rollins (c) vs. Randy Orton em luta Steel Cage pelo Campeonato Mundial dos Pesos Pesados da WWE                                                                                         |      |
| 8  | Extreme Rules (2016)             | 22 de maio de 2016     | Newark, Nova Jersey          | Prudential Center       | Roman Reigns (c) vs. AJ Styles em uma luta Extreme Rules pelo Campeonato Mundial dos Pesos Pesados da WWE                                                                                    |      |
| 9  | Extreme Rules (2017)             | 4 de junho de 2017     | Baltimore, Maryland          | Royal Farms Arena       | Bray Wyatt vs. Finn Bálor vs. Roman Reigns vs. Samoa Joe vs. Seth Rollins em uma luta fatal five-way luta Extreme Rules por uma luta pelo Campeonato Universal da WWE no Great Balls of Fire |      |
| 10 | Extreme Rules (2018)             | 15 de junho de 2018    | Pittsburgh, Pensilvânia      | PPG Paints Arena        | Dolph Ziggler (c) vs. Seth Rollins em uma luta Iron Man de 30 minutos pelo Campeonato Intercontinental da WWE                                                                                |      |
| 11 | Extreme Rules (2019)             | 14 de julho de 2019    | Filadélfia, Pensilvânia      | Wells Fargo Center      | Seth Rollins (c) vs. Brock Lesnar pelo Campeonato Universal da WWE onde Lesnar fez o cash-in do Money in the Bank                                                                            |      |
| 12 | The Horror Show at Extreme Rules | 19 de julho de 2020    | Orlando, Florida             | WWE Performance Center¹ | Braun Strowman vs. Bray Wyatt iem uma Wyatt Swamp Fight |      |
| 13 | Extreme Rules (2021)             | 25 de setembro de 2021 | Columbus, Ohio               | Nationwide Arena        | Roman Reigns (c) vs. "The Demon" Finn Bálor em uma luta Extreme Rules pelo Campeonato Universal da WWE                                                                                       |      |
| 14 | Extreme Rules (2022)             | 8 de outubro de 2022   | Filadélfia, Pensilvânia      | Wells Fargo Center      | Matt Riddle vs Seth Rollins em uma Fight Pit Match |      |

Notes
¹A luta do evento principal, que foi o Wyatt Swamp Fight, foi pré-gravada em um local não revelado a cerca de duas horas de Orlando nos dias 16 e 17 de julho.